# Sex Machine (álbum)
Sex Machine é um álbum duplo de 1970 de James Brown. Conta com a participação dos membros originais dos  J.B.'s: Bootsy e Catfish Collins, e inclui uma versão de 11 minutos de Get Up (I Feel Like Being a) Sex Machine, diferente da versão original que foi lançada em duas partes no single de 1970.
Sex Machine é supostamente um álbum ao vivo. Entretanto, o primeiro disco consiste de material com faixas gravadas em estúdio com overdub adicionado com aplausos e sons de plateia (algumas destas faixas foram subsequentemente lançadas sem essas alterações, mais notadamente na compilação  em CD Funk Power de 1996). Todas as faixas exceto uma no segundo disco aparentemente foram gravadas ao vivo durante o show na cidade natal de Brown Augusta, Geórgia, embora este material apresente reverb e aplausos em overdub. Atingiu o número 4 da parada R&B e 29 da parada Pop.
Sex Machine é sempre considerado um dos maiores e mais importantes álbuns de soul de todos os tempos, e indiscutivelmente um dos pontos altos do auge criativo de Brown de 1967 até 1971. Foi classificado em 1º pela revista SPIN em sua lista dos 25 maiores álbuns de todos os tempos de 1989 e 96º em pesquisa realizada em 2005 pela TV britânica Channel 4 para determinar os 100 maiores álbuns de todos os tempos. Sex Machine também foi classificado como 34º maior álbum de todos os tempos em votação realizada pela VH1 entre 700 músicos, compositores, disc jockeys, programadores de rádio e críticos em 2003.

## Faixas
Todas as faixas dos lados um e dois são gravações de estúdio com overdub adicionado com som de plateia. Já as faixas dos lados três e quatro foram gravadas ao vivo no Bell Auditorium em Augusta, Geórgia, exceto quando anotado.
"Brother Rapp" e "Lowdown Popcorn" são as mesmas performances de estúdio lançadas como singles. Versões de estúdio sem som de plateia de "Get Up (I Feel Like Being a) Sex Machine" e "Give It Up or Turnit a Loose" aparecem nas compilações em CD Funk Power 1970: A Brand New Thang, juntamente com um take inédito de "There Was a Time" na mesma sessão de estúdio. "Mother Popcorn", que também foi gravada ao vivo, aparece sem som de plateia e com uma duração maior na compilação em CD Foundations of Funk – A Brand New Bag: 1964–1969. Além disso, o álbum  Motherlode inclui um versão ao vivo de "Say It Loud – I'm Black and I'm Proud" supostamente do mesmo show de 1969 em Augusta 1969.
Lado um
1. "Get Up I Feel Like Being a Sex Machine" (Brown, Bobby Byrd, Ron Lenhoff) - 10:48
2. "Brother Rapp (Part I & Part II) - (Brown) 5:09 (gravação de estúdio)

Lado dois
1. Medley: - 13:42
  1. "Bewildered" (Teddy Powell, Leonard Whitcup) - 6:09
  2. "I Got the Feelin'" (Brown) - 1:07
  3. "Give It Up or Turnit a Loose" (Charles Bobbit) - 6:26

Lado três
1. "I Don't Want Nobody to Give Me Nothing (Open Up the Door I'll Get It Myself)" (Brown) - 4:31
2. "Licking Stick – Licking Stick" (Brown, Byrd, Pee Wee Ellis) - 1:19
3. "Lowdown Popcorn" (Brown) - 3:25 (gravação de estúdio)
4. "Spinning Wheel" (David Clayton-Thomas) - 4:02
5. "If I Ruled the World" (Leslie Bricusse, Cyril Ornadel) - 4:03

Lado quatro
1. "There Was a Time" (Brown, Hobgood) - 4:04
2. "It's a Man's Man's Man's World" (Brown, Betty Jean Newsome) - 3:42
3. "Please, Please, Please" (Brown, Johnny Terry) - 2:26
4. "I Can't Stand Myself (When You Touch Me)" (Brown) - 1:28
5. "Mother Popcorn" (Brown, Pee Wee Ellis) - 5:50

## Músicos
Get Up (I Feel Like Being a) Sex Machine, Medley
- James Brown – vocais, piano (Sex Machine)
- Clayton "Chicken" Gunnels – trompete
- Darryl "Hassan" Jamison – trompete
- Robert "Chopper" McCollough – sax tenor
- Bobby Byrd – orgão, vocais (Sex Machine)
- Phelps "Catfish" Collins – guitarra
- William "Bootsy" Collins – baixo
- John "Jabo" Starks – bateria (Sex Machine)
- Clyde Stubblefield – bateria (Medley)
- Johnny Griggs – congas (Medley)

Bell Auditorium, Augusta, GA
- James Brown – vocais, orgão (Spinning Wheel)
- Richard "Kush" Griffith – trompete
- Joseph Davis – trompete
- Fred Wesley – trombone
- Maceo Parker – sax tenor, orgão, MC
- Eldee Williams – sax tenor
- St. Clair Pinckney – sax tenor e barítono
- Jimmy Nolen – guitarra
- Alphonso "Country" Kellum – guitarra
- Sweet Charles Sherrell – baixo
- Clyde Stubblefield – bateria
- John "Jabo" Starks – bateria
- Melvin Parker – bateria